# Municipio de Mazapa de Madero
El municipio de Mazapa de Madero es un municipio que se ubica al sur del estado mexicano de Chiapas, su cabecera municipal es la localidad del mismo nombre. Se encuentra ubicado en la Sierra Madre de Chiapas, por lo que predomina el relieve accidentado.
Sus límites son al norte con el municipio de Bejucal de Ocampo, al noreste con el de Amatenango de la Frontera, al este colinda con el departamento guatemalteco de San Marcos, al sur con el municipio de Motozintla y al oeste con el municipio del Porvenir.
El idioma que predomina es el español, lamentablemente se ha ido perdiendo el uso de la lengua materna el "Kakchikel", actualmente son menos de 10 personas que aún conocen está lengua.

## Geografía física

### Extensión
Representa el 5.49% de superficie de la región Sierra y el 0.15% de la superficie total del estado.

### Orografía
Zonas accidentadas, ya que el municipio se encuentra en la Sierra Madre de Chiapas.

### Hidrografía
Los ríos Mazapa, Agua Tinta y Chimalapa.

### Clima
Cálido subhúmedo y semihúmedo y semicálido húmedo. En la cabecera municipal la temperatura media anual es de 22 °C con una precipitación pluvial de 800 milímetros anuales.

### Flora
Pino, romerillo, sabino, manzanilla y roble.

### Fauna
Culebra ocotera, nacayuca de frío, gavilán golondrino, picamadero ocotero, ardilla voladora, jabalí, murciélago, venado de campo y zorrillo espalda blanca.

### Geomorfología
Terrenos paleozoicos, el tipo de tierra predominante es el regosol y el uso principal es pastizal con bosque correspondiendo casi en su totalidad a terrenos ejidales.

### Tradiciones
Como la de: 
- San Martín
- Semana Santa
- Día de la Santa Cruz
- Día de Muertos
- Día de la Concepción,
- 12 de diciembre, día de la Virgen de Guadalupe
- Navidad y el Año Nuevo

### Artesanías
Artículos de tejido de petate, arquillos de cuero de res, ollas de barro y canastos de bambú.

### Gastronomía
Mole de garrobo y armadillo, el pulque de hongos, ejotes tiernos, panza de res y tamales de toropinto. Dulces de panela con cacahuate, panela con pepita de calabaza y camote de China. Bebidas de puzunque, atole de granillo y atole colado de granillo.

### Centros Turísticos
La cañada del río Mazapa y la caída de agua Tacanaque.

## Demografía
En el censo de 2020 el municipio de Mazapa de Madero contaba con 52 localidades.
| Código INEGI      | Localidad         | Población (2020) |
| ----------------- | ----------------- | ---------------- |
| 070530001         | Mazapa de Madero  | 1 631            |
| Otras localidades | Otras localidades | 6 270            |
| Total municipal   | Total municipal   | 7 901            |

## Política

### Representación legislativa
Para la elección de diputados locales al Congreso del Estado de Chiapas y de diputados federales a la Cámara de Diputados federal, el municipio de Mazapa de Madero se encuentra integrado en los siguientes distritos electorales:
Local:
- Distrito electoral local 17 de Chiapas con cabecera en Motozintla.[10]

Federal:
- Distrito electoral federal 13 de Chiapas con cabecera en Huehuetán.[11]